# Dom salinarny markszajderów w Wieliczce
Dom salinarny markszajderów – zabytkowy budynek, zlokalizowany na przy ulicy Jana Mikołaja Daniłowicza w Wieliczce.

## Historia
Budynek został wzniesiony jako drewniany między 1772 a 1783 dla markszajderów, czyli mierniczych górniczych. Zaprojektowany został przez austriackiego architekta salinarnego. W 1898 został przebudowany na murowany, w stylu barokowo–klasycystycznym, według projektu inżyniera Konstantego Słowińskiego. Z tego okresu pochodzi wysoki łamany dach polski oraz drewniany ganek. W 1919 w budynku gościł Józef Piłsudski. W latach 1953–1974 mieścił on Izbę Położniczą, w której przyszło na świat 5975 dzieci. Następnie był siedzibą Przychodni Uzdrowiskowej Sanatorium Alergologicznego „Kinga”.
11 października 1987 budynek został wpisany do rejestru zabytków.